# Bank Austria-TennisTrophy 2010
Bank Austria-TennisTrophy 2010 — тенісний турнір, що проходив на кортах з твердим покриттям у місті Відень, Австрія з 25 жовтня . Належав до категорії ATP World Tour 250, був турніром серії Vienna Open 2010 року.

## Фінальна частина

### Одиночний розряд
Юрген Мельцер —  Андреас Гайдер-Маурер 6–7(10–12), 7–6(7–4), 6–4

### Парний розряд
Деніел Нестор /  Ненад Зімоньїч —  Маріуш Фирстенберг /  Марцин Матковський 7–5, 3–6, [10–5]